# Trilospora minuta
Trilospora minuta is een microscopische parasiet uit de familie Trilosporidae. Trilospora minuta werd in 1984 beschreven door Kovaljova & Zubchenko. 